# Kidwelly
Kidwelly (in gallese: Cydweli; 2.800 ab. ca.) è una cittadina con status di community della costa sud-occidentale del Galles, facente parte della contea del Carmarthenshire  (contea cerimoniale: Dyfed) e situata di fronte alla baia di Carmarthen e lungo il corso del fiume Gwendraeth.
Si tratta di uno dei più antichi borough del Galles.

## Geografia fisica

### Territorio
Kidwelly si trova tra Laugharne e Swansea (rispettivamente ad est/sud-est della prima e ad ovest/nord-ovest della seconda), a circa 15 km a sud di Carmarthen e a circa 13 km ad ovest/nor-ovest di Llanelli.

## Origini del nome
Il nome della città è attestato anticamente come Cetgueli, Cadwely, Catwelli, Kadewely, Keddewelly, Kadwelye, Kedwelle. Si tratta di un toponimo di origine incerta, spesso associato - ma senza fondamento - ad una persona di nome Cattas o al termine inglese cat, ovvero "gatto".

## Storia

### Simboli
Nello stemma di Kidwelly è raffigurato un gatto nero.
Le origini di questo stemma si devono forse ad un'errata interpretazione (v. Etimologia) del toponimo Kidwelly, che lo ricollegherebbe al termine cat, "gatto".

## Monumenti e luoghi d'interesse

### Architetture militari

#### Castello di Kidwelly
Tra gli edifici principali di Kidwelly figura il castello normanno, realizzato intorno agli inizi del XII secolo.
|  |

## Società

### Evoluzione demografica
Al censimento del 2011, Kidwelly contava una popolazione pari a 2.782 abitanti. Nel 2001, ne contava invece 2.691, mentre nel 1991 ne contava 2.664.

## Cultura

### Musei

#### Kidwelly Industrial Museum
A Kidwelly si trova anche il Kidwelly Industrial Museum, un museo di storia industriale inaugurato nel 1980.

#### Gwenllian's Field
Un miglio a nord di Kidwelly si trova il Gwenllian's Field (in gallese: Maes Gwenllian), un luogo che commemora la principessa Gwenllian, che condusse una battaglia contro l'esercito normanno.

## Sport
- Kidwelly Rugby Football Club, squadra di rugby[9]